# Крамон-Таубадель, Виола фон
Виола фон Крамон-Таубадель (нем. Viola von Cramon-Taubadel; род. 23 марта 1970 года, Халле (Вестфалия), Германия) — немецкий политик, с 2009 по 2013 год депутат Бундестага от партии Союз 90/Зелёные, с 2019 года депутат Европарламента. В парламентской фракции Зелёных была представительницей по темам европейской внешней политики и спортивной политики. Помимо этого была ответственной по следующим регионам: Китай, Центральная Азия и Восточное партнёрство.

## Биография
В 1997 году окончила Боннский университет по специальности «Экономика сельского хозяйства». С 1993 по 1996 год параллельно с учёбой и профессиональной деятельностью читала лекции в издательстве Agra-Europe. С 2001 года член партии «Зелёные». Депутат Бундестага с 2009 по 2013 год. В партии занимала пост пресс-секретаря по темам внешней политики и спортивной политики.
В августе 2018 года объявила о намерении баллотироваться в парламент на выборах 2019 года. С тех пор как стала членом Европейского парламента, работает в Комитете по иностранным делам. Является членом группы координации выборов, которая курирует деятельность парламента по наблюдению за выборами.
Муж — Штефан фон Крамон-Таубадель, профессор в области аграрной политики в Гёттингене. 4 детей.